# Langues au Groenland
La langue officielle du Groenland est le groenlandais. Jusqu'en 2009 le danois était également l'autre langue officielle.
Le groenlandais est parlé par 88 % des habitants.
Une grande partie de la population, surtout urbaine, parle ou comprend l'anglais, qui est la seule langue étrangère enseignée et parlée, avec le danois, qui était la langue officielle jusqu'en 2009. En première ou seconde langue, vu le statut international de l'anglais, au niveau du tourisme, de la proximité avec le Canada ou les États-Unis, les échanges avec les autres Inuits qui vivent au Canada, le nombre de locuteurs anglophones dépasse sans doute les locuteurs danophones. L'anglais est enseigné dès l'école primaire. 
Thulé est la ville la plus anglophone du Groenland, car une base militaire américaine est située juste à côté de la ville. Généralement, les personnalités politiques et les élites maitrisent parfaitement l'anglais.
De nombreux élus et parlementaires groenlandais demandent régulièrement de faire de l'anglais la troisième langue officielle du Groenland, mais il n'y a pas d'empressement des autorités groenlandaises, car cette mesure ne changerait pas grand chose, l'anglais étant la troisième langue parlée de fait. L'anglais est déjà, aussi, la langue pour communiquer avec les étrangers, en général.   

## Éducation
La langue d'enseignement est le groenlandais du primaire au secondaire, et le danois est obligatoire dès le premier cycle du primaire comme langue seconde. Vient ensuite s'ajouter l'anglais, puis éventuellement une autre langue étrangère. Les études supérieures se font en danois.
Le taux d'alphabétisation était en 2011 de 100 % selon la CIA.